# Cratere Teumere
Teumere  è un cratere sulla superficie di Venere.